# 聖なる狂気
『聖なる狂気』（原題：The Passion of Darkly Noon）は、1995年にフィリップ・リドリー脚本・監督で製作されたサイコ・スリラー映画である。

## 概要
イギリス人である監督・脚本のフィリップ・リドリーは、視覚芸術のアーティスト・小説家・劇作家としても知られており、1990年のイギリス映画『ザ・クレイズ/冷血の絆』の脚本を担当後、同年に監督・脚本を手がけた『柔らかい殻』で、ストックホルム映画祭最高賞など11の国際賞を受賞。監督2作目の本作『聖なる狂気』でも、ポルト映画祭監督賞を受賞した。
『柔らかい殻』のキャメロン役に続いて、本作で口のきけない大工のクレイを演じたヴィゴ・モーテンセンは、役柄に徹するために、イギリスでの撮影期間中は終日、口をきかずに通したという。

## あらすじ
これは、深い森の奥に建つ小さな家での、12日間の惨劇である。この家には、口のきけない若い大工のクレイと、美しい恋人キャリーが二人きりで暮らしていた。
1日目。葬儀社の従業員ジュードは、クレイに注文した棺桶を受け取りに行く途中、森の道で衰弱した青年を救助し、クレイの家に担ぎ込んだ。
2日目に目覚めた青年は、ダークリー・ヌーン（薄暗き真昼）と名乗った。ダークリーという不吉な名は、両親が聖書から選んだという。聖書のみを狂的に信じるカルト教徒の両親は、近隣の人々と激しく対立していたと語るダークリー。両親は、人々による襲撃で射殺され、一人だけ逃げ延びたダークリーは、何日も歩き続けた末に、この森に迷い込んだと言う。
ダークリーに同情したキャリーは、彼を家族として迎えたいと、クレイを説得した。6日目から、クレイの大工仕事を手伝い始めるダークリー。たが、両親の厳格な教えだけを信じて成長したダークリーにとって、魅惑的で無防備なキャリーの言動は、文字通り未知の衝撃だった。愛し合うクレイとキャリーの姿を覗き見ては、悶々とし、キャリーへの愛欲に苦しむダークリー。
8日目。一晩中、森をさ迷い歩き、朝を迎えたダークリーは、ロキシーという女性と出会った。トレーラーハウスで愛犬と暮らすロキシーは、実はクレイの母親で、「キャリーに夫を呪い殺され、息子も家も奪われた」「キャリーは魔女だ」とダークリーに恨み言を並べ立てた。ロキシーはキャリーへの憎しみから、同じ森の中に住み、嫌がらせを続けていたのだ。
ダークリーにとって、魔女は罪深く、許し難い存在である。だが、キャリー本人に問い質すと、クレイの父親はキャリーをレイプしようとして、心臓発作で死んだと言う。クレイの父親に非があるならば、キャリーに横恋慕し、覗き見ている自分はどうなのか。混乱したダークリーは、痛みによって欲情を抑え付けようと、胸に有刺鉄線を巻きつけ、血まみれの身体を衣服で覆い隠した。一方で、キャリーが魔女である確証を求めるダークリー。しかし、11日目、キャリーとクレイに胸の有刺鉄線を目撃されたダークリーは、家から出て行くよう言い渡されてしまう。
12日目。孤独なロキシーは、唯一の家族である愛犬に死なれ、夜のうちにライフル自殺を遂げていた。遺体を発見したダークリーの前に、体中に銃創のある両親の幻が現れた。「魔女の言葉を信じるな。お前に罪はない」「罪を犯した者を殺せ」とダークリーに冷たく微笑みかける両親。「ハレルヤ」と応えたダークリーの目は、狂気に支配されていた。
最後の12日目の夜。身体を真っ赤に塗りたくったダークリーは、クレイの家を襲撃した。キャリーを守ろうとして重傷を負い、屋外に投げ出されるクレイ。炎に包まれる家の中で、キャリーを追い詰めるダークリー。だが、キャリーの「愛してる」の一言で、動きが止まった。そこへ駆けつけたジュードのライフル弾が、ダークリーの右胸を貫いた。

## キャスト
| 役名               | 俳優                   | 日本語吹替 |
| 役名               | 俳優                   | VHS版      |
| ------------------ | ---------------------- | ---------- |
| ダークリー・ヌーン | ブレンダン・フレイザー | 堀内賢雄   |
| キャリー           | アシュレイ・ジャッド   | 田中敦子   |
| クレイ             | ヴィゴ・モーテンセン   | 台詞なし   |
| ジュード           | ローレン・ディーン     | 磯部弘     |
| ロキシー           | グレイス・ザブリスキー | 谷育子     |
| クインシー         | ルー・マイヤーズ       | 石森達幸   |
| ダークリーの母     | ケイト・ハーパー       | 定岡小百合 |
| ダークリーの父     | メル・コッブス         | 小島敏彦   |
| サーカスの団長     | ジョス・ドゥ・パウ     | 千田光男   |